# Генріх Шарельман
Генріх Людвіг Фрідріх Шарельман (нім. Heinrich Ludwig Friedrich Scharrelmann; нар. 1 грудня 1871, Бремен — пом. 8 серпня 1940, Лейпциг) — німецький педагог-реформатор, один з представників педагогіки особистості.

## Діяльність
Критикуючи сучасну йому школу за схоластичність навчання, Шарельман прагнув оновити її втіленням у життя педагогічних приципів Песталоцці, хоч далеко відійшов від його поглядів.
Генріх Шарельман поставив за мету знайти стимули до пізнання, що захоплювали б дітей, незалежно від їх задатків і давали б їм можливість продуктивно оволодівати навчальним матераілом. Таким стимулом він вважав переживання актуального інтересу. Також Шарельман був переконаний, що актуальний інтерес, який оволодіває учнями, дає їм можливість швидко і якісно пройти значний обсяг матеріалу, причому чатково в пошуковій та ігрофій формах. Він не чекав самовільного виникнення факторів стимулювання актуального інтересу, а майстерно створював їх.
Шарельман розглядав школу як трудову спільноту дітей, які під керівництвом учителя прагнуть досягти самостійно поставлених цілей. Проте, він ввжав, що праця в школі, або за його висловом «ручна діяльність» потрібна лише тому, що сприяє «розв'язанню духовних питань». Шарельман вимагав творчої самодіяльності вчителя і учнів, що сприається на особистий досвід, не пригнічений ніякими наказами і розпорядженнями.
Великого значення педагог надавав засобам художнього виховання.

## Вибрані праці
- «В лабораторії народного вчителя»
- «Трудова школа»